# Pryszyb (obwód ługański)
Pryszyb (ukr. Пришиб) – wieś na Ukrainie, w obwodzie ługańskim, w faktycznie niefunkcjonującym rejonie ałczewskim, od 2014 pod kontrolą marionetkowej, uzależnionej od Rosji Ługańskiej Republiki Ludowej. W 2001 liczyła 443 mieszkańców, spośród których 357 wskazało jako ojczysty język ukraiński, a 86 rosyjski.